# Solanum goniocaulon
Solanum goniocaulon är en potatisväxtart som beskrevs av Sandra Diane Knapp. Solanum goniocaulon ingår i släktet skattor som ingår i familjen potatisväxter. Inga underarter finns listade i Catalogue of Life.